# Iisaku-museum
Het Iisaku-museum is een Ests museum in de Estse plaats Iisaku en werd in 1975 opgericht door Helmi en Daniel Vardja in een voormalig schoolgebouw uit 1914. Het toont een expositie die de geschiedenis, cultuur en natuur van 
Ida-Virumaa belicht, waaronder de etnische groep, de Poluverniks. Deze halfgelovigen behielden orthodoxe gebruiken na hun bekering tot het lutheranisme. Het museum biedt ook inzicht in het plattelandsleven, boerentaken, lokale ambachtslieden en de geschiedenis van de lokale brandweer. Op de tweede verdieping presenteren twee voormalige lerarenappartementen een tentoonstelling over het leven van de Poluvernik-mensen.